# Morpho insularis
Morpho insularis är en fjärilsart som beskrevs av Hans Fruhstorfer 1912. Morpho insularis ingår i släktet Morpho och familjen praktfjärilar. Inga underarter finns listade i Catalogue of Life.